# کوارکونیوم
در فیزیک ذرات، کوارکونیوم (به انگلیسی: quarkonium، جمع: quarkonia) یک گروه از مزون‌های بدون طعم است  که متشکل از یک کوارک و پادکوارک خودش است. به طور مثال ذره پسی (چارمونیوم, cc) و ذره اپسیلون (باتمونیوم,  bb). به خاطر جرم بالای کوارک سر, تاپونیوم وجود ندارد, از آنجایی که کوارک سر قبل از اینکه بتواند یک حالت مقید بسازد از طریق برهمکنش الکتروضعیف واپاشی می‌کند. معمولاً کوارکونیوم‌ها به باتمونیوم و چارمونیوم گفته می‌شود و دیگر کوارک‌ها یعنی کوارک بالا، کوارک پایین و کوارک شگفت بسیار سبکتر از آن هستند که یک حالت مقید کوارک-پادکوارک بسازند.
تفاوت کوارکونیوم‌ها و مزون‌ها در این است که مزون‌ها یک جفت کوارک-پادکوارک از هر نوعی هستند. اما یک کوارکونیوم حتماً باید کوارک و پادکوارک یکسان باشند.